# Cratere Kipling
Kipling  è un cratere sulla superficie di Mercurio.